# Abd-al-Mumin (nom)
Abd-al-Mumin és un nom masculí teòfor àrab islàmic (àrab: عبد المؤمن, ʿAbd al-Muʾmin) que literalment significa ‘Servidor del Fidel', essent ‘el Fidel' un dels epítets de Déu. Si bé Abd-al-Mumin és la transcripció normativa en català del nom en àrab clàssic, també se'l pot trobar transcrit ‘Abdul Moe'min... normalment per influència de la pronunciació dialectal o seguint altres criteris de transliteració. Com a teòfor, també el duen molts musulmans no arabòfons que l'han adaptat a les característiques fòniques i gràfiques de la seva llengua.
Vegeu aquí personatges i llocs que duen aquest nom.